# Associazione Sportiva Bari 2008-2009
Questa voce raccoglie le informazioni riguardanti l'Associazione Sportiva Bari nelle competizioni ufficiali della stagione 2008-2009.

## Stagione

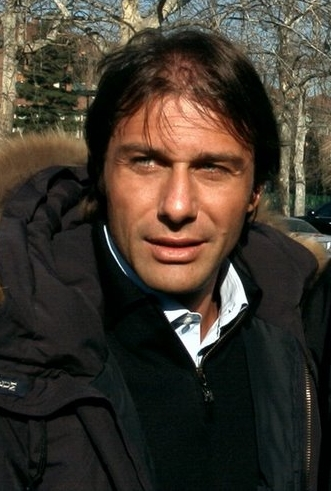
Antonio Conte.

Nella stagione 2008-2009 il Bari disputa per la quarantunesima volta nella storia, il campionato di Serie B.
L'allenatore Antonio Conte, che ha guidato i biancorossi alla salvezza nella precedente stagione, è stato già riconfermato da marzo. Con Perinetti e Conte la società si prefigge il raggiungimento dei play-off o della promozione diretta in Serie A. Nel calciomercato estivo arrivano a Bari, tra gli altri, Paulo Vitor Barreto (attaccante), Andrea Ranocchia (difensore centrale), Emanuel Benito Rivas (centrocampista laterale argentino) e Daniele De Vezze (centrocampista). Il ritiro estivo dei biancorossi ha luogo a Ridanna.
Per questo campionato lo stadio San Nicola batte il record di abbonamenti in Serie B, che superano le 5200 tessere vendute.
Il 17 agosto 2008, alla prima gara ufficiale i galletti vincono 2-0 contro il Bassano Virtus nel secondo turno di Coppa Italia e vengono eliminati sette giorni dopo, per effetto dello 0-1 subìto dall'Ascoli.
Il Bari inizia il campionato con tre pareggi nelle prime tre giornate, poi vittoria esterna a Vicenza con doppietta del nuovo arrivato Barreto. Il campionato prosegue con una serie positiva di tre giornate. Dopo queste prime sette gare il Bari è proiettato nei piani alti della classifica, ma le due seguenti sconfitte consecutive con Sassuolo e Avellino, dove i biancorossi vengono giudicati poco determinati (ad Avellino viene espulso Kamata), fanno perdere punti alla formazione pugliese. I galletti risalgono subito in sella tra le mura amiche, contro il Grosseto: 3-1 con tripletta dell'altamurano Caputo, che fino all'anno precedente non ha militato al di sopra della Serie C2. La vittoria con i toscani apre una serie positiva di sei giornate, alternata da vittorie e pareggi. Alla 16ª nuovo stop casalingo contro l'AlbinoLeffe e sconfitta anche nella giornata successiva a Empoli. Poi quattro vittorie nelle restanti quattro giornate del girone d'andata. La formazione di Conte (a fine girone d'andata) è seconda in classifica con 37 punti, a una lunghezza dal Livorno primo e propone un veloce 4-4-2 votato all'attacco e connotato da passaggi smarcanti e gioco di fascia. Lo stadio San Nicola continua a ripopolarsi.
Nel mercato invernale vengono ceduti gli elementi poco usati e arrivano in prestito Stefano Guberti (centrocampista esterno) e Davide Lanzafame (che ha già giocato nel Bari nella stagione 2007-2008). In attacco viene acquistata dal Parma la punta Vitalij Kutuzov.
Nella 31ª gara, a Grosseto, l'arbitro Rizzoli di Bologna annulla discutibilmente un goal di Kamata negli ultimi minuti di recupero, per presunto fallo sul portiere Ciro Polito. La formazione biancorossa prosegue la serie positiva aperta dalla 18ª giornata (la quartultima d'andata) fino alla vittoria di Pisa, alla 33ª: con questa serie di 16 gare Conte eguaglia il record di Gaetano Salvemini, del 1988-1989 (in cui si collezionarono due serie positive simili). Tale record non viene superato: in 34ª giornata i galletti perdono 0-2 in casa, contro il Parma di Francesco Guidolin; a questa sconfitta seguono altre nove gare positive. La sera dell'8 maggio, per effetto dell'1-0 della Triestina nell'anticipo serale contro il Livorno (i toscani, terzi in classifica alle spalle del Parma, sono concorrenti dei biancorossi per la promozione), il Bari è matematicamente promosso in Serie A dopo otto anni di serie cadetta, con un mese d'anticipo sulla fine del campionato. Il giorno dopo, Conte e la squadra, di ritorno da Piacenza (dove il Bari ha disputato la 39ª giornata), vengono accolti da trionfatori in Piazza Prefettura a Bari. La seconda lunga serie positiva è interrotta dal 2-3 rimediato in casa della Salernitana (la cui tifoseria è gemellata con quella barese) che lotta per non retrocedere. Al termine dell'ultima giornata, vinta in casa 4-1 contro il Treviso, il capitano Gillet solleva la Coppa Ali della Vittoria: il Bari Calcio ha vinto la competizione (con 80 punti in classifica) per la seconda volta solo in vetta alla classifica, dopo la stagione 1941-1942. Con le sue 23 marcature Barreto è il secondo cannoniere della Serie B (una rete in meno di Francesco Tavano).

## Divise e sponsor
| Prima Divisa | Seconda Divisa | Terza Divisa | Centenario |

Lo sponsor tecnico dell'A.S. Bari, per la stagione 2008-2009 è la Erreà, lo sponsor ufficiale è Gaudianello, il secondo sponsor Radionorba.

## Organigramma societario
- Presidente: Vincenzo Matarrese
- Amministratore delegato: Salvatore Matarrese
- Consiglieri: Salvatore Matarrese, Domenico De Bartolomeo
- Segretario generale: Pietro Doronzo
- Team manager: Luciano Tarantino
- Responsabile area comunicazione: Master Group Sport
- Capo ufficio stampa: Saverio De Bellis
- Ufficio stampa: Fabio Foglianese
- Ufficio marketing: Palmalisa Matarrese

Area tecnica
- Direttore sportivo: Giorgio Perinetti
- Allenatore: Antonio Conte
- Allenatore in seconda: Antonio Toma
- Collaboratore tecnico: Gianluca Conte
- Preparatore atletico: Gian Piero Ventrone
- Collaboratori preparatore atletico: Stefano Boggia e Stefano Bruno Armando Vinci
- Preparatore dei portieri: Francesco Anellino

Area sanitaria
- Responsabile sanitario: Michele Pizzolorusso
- Medici sociali: Sebastiano Lopiano
- Fisioterapisti: Marco Vespasiani, Gianluca Gresi.

## Rosa
| N. |                         | Ruolo | Calciatore                      |
| -- | ----------------------- | ----- | ------------------------------- |
| 1  | Belgio (bandiera)       | P     | Jean François Gillet (capitano) |
| 2  | Italia (bandiera)       | D     | Matteo Lanzoni                  |
| 3  | Italia (bandiera)       | D     | Marco Esposito                  |
| 4  | Italia (bandiera)       | C     | Daniele De Vezze                |
| 5  | Italia (bandiera)       | D     | Andrea Masiello                 |
| 7  | Argentina (bandiera)    | C     | Emanuel Benito Rivas            |
| 8  | Italia (bandiera)       | C     | Raffaele Bianco                 |
| 9  | Italia (bandiera)       | A     | Rey Volpato                     |
| 10 | RD del Congo (bandiera) | C     | Pedro Kamata                    |
| 11 | Italia (bandiera)       | C     | Salvatore Masiello              |
| 12 | Italia (bandiera)       | P     | Ivano Feola                     |
| 13 | Italia (bandiera)       | D     | Andrea Ranocchia                |
| 14 | Italia (bandiera)       | C     | Alessandro Gazzi                |
| 15 | Croazia (bandiera)      | D     | Mijat Marić                     |
| 15 | Italia (bandiera)       | C     | Cristian Galano                 |
| 16 | Brasile (bandiera)      | A     | Paulo Vitor Barreto             |
| 17 | Italia (bandiera)       | C     | Claudio De Pascalis             |
| 17 | Italia (bandiera)       | C     | Stefano Guberti                 |
| 18 | Italia (bandiera)       | A     | Francesco Caputo                |
| 19 | Italia (bandiera)       | C     | Antonino Bonvissuto             |
| 19 | Ghana (bandiera)        | C     | Mark Edusei                     |
| 20 | Italia (bandiera)       | A     | Simone Cavalli                  |

| N. |                           | Ruolo | Calciatore         |
| -- | ------------------------- | ----- | ------------------ |
| 20 | Bielorussia (bandiera)    | A     | Vitalij Kutuzov    |
| 21 | Italia (bandiera)         | D     | Alessandro Parisi  |
| 22 | Argentina (bandiera)      | C     | Mariano Donda      |
| 23 | Italia (bandiera)         | C     | Davide Lanzafame   |
| 24 | Italia (bandiera)         | A     | Leonardo Perez     |
| 26 | Italia (bandiera)         | D     | Gianluca Galasso   |
| 27 | Italia (bandiera)         | D     | Cristian Stellini  |
| 28 | Italia (bandiera)         | P     | Mauro Boerchio     |
| 29 | Italia (bandiera)         | A     | Corrado Colombo    |
| 33 | Italia (bandiera)         | D     | Simone Bonomi      |
| 34 | Italia (bandiera)         | C     | Nicola Bellomo     |
| 35 | Italia (bandiera)         | A     | Massimo Ganci      |
| 36 | Croazia (bandiera)        | C     | Ivan Rajčić        |
| 37 | Italia (bandiera)         | D     | Giuseppe Ingrosso  |
| 38 | Italia (bandiera)         | C     | Daniele Fiorentino |
| 39 | Italia (bandiera)         | C     | Davide Desideri    |
| 40 | Italia (bandiera)         | A     | Antonio Infimo     |
| 69 | Brasile (bandiera)        | C     | Felipe Sodinha     |
| 72 | Italia (bandiera)         | P     | Nicola Santoni     |
| 86 | Costa d'Avorio (bandiera) | C     | Almamy Doumbia     |
| 88 | Italia (bandiera)         | C     | Luca Siligardi     |
| 90 | Italia (bandiera)         | A     | Riccardo Maniero   |

## Risultati

### Serie B[28]

#### Girone di andata
| Arbitro: | Marelli (Novara) |

|            |           |                |
| Volpato 6’ | Marcatori | 76’ Allegretti |

| Frosinone 7 settembre 2008, ore 15:00 CEST 2ª giornata | Frosinone      | 0 – 0 referto | Bari | Stadio Matusa (4.569 spett.)\| Arbitro: \| Romeo (Verona) \| |
| Arbitro:                                               | Romeo (Verona) |               |      |                                                              |

| Arbitro: | Rosetti (Torino) |

|                    |           |                       |
| Cavalli 91’ (rig.) | Marcatori | 47’ (rig.) Caracciolo |

| Arbitro: | Russo (Nola) |

|             |           |                  |
| Sgrigna 13’ | Marcatori | 29’, 67’ Barreto |

| Bari 23 settembre 2008, ore 20:30 CEST 5ª giornata | Bari                      | 0 – 0 referto | Livorno | Stadio San Nicola (12.268 spett.)\| Arbitro: \| Dondarini (Finale Emilia) \| |
| Arbitro:                                           | Dondarini (Finale Emilia) |               |         |                                                                              |

| Arbitro: | Orsato (Schio) |

|  |           |             |
|  | Marcatori | 37’ Colombo |

| Arbitro: | Mazzoleni (Bergamo) |

|           |           |  |
| Rivas 77’ | Marcatori |  |

| Arbitro: | Morganti (Ascoli Piceno) |

|  |           |                                   |
|  | Marcatori | 17’ Erpen 40’ Zampagna 48’ Pagani |

| Arbitro: | Bergonzi (Genova) |

|                           |           |             |
| Pellicori 11’ Ciotola 67’ | Marcatori | 31’ Colombo |

| Arbitro: | Gava (Conegliano) |

|                      |           |              |
| Caputo 13’, 55’, 65’ | Marcatori | 48’ Vitiello |

| Arbitro: | Marelli (Novara) |

|                |           |                    |
| Iori 3’ (rig.) | Marcatori | 18’ (rig.) Barreto |

| Arbitro: | Ciampi (Roma) |

|                    |           |  |
| Barreto 69’ (rig.) | Marcatori |  |

| Arbitro: | Valeri (Roma) |

|           |           |                    |
| Pisanu 9’ | Marcatori | 33’ (rig.) Barreto |

| Arbitro: | Baracani (Firenze) |

|                         |           |             |
| Barreto 25’, 31’ (rig.) | Marcatori | 71’ Soddimo |

| Arbitro: | Banti (Livorno) |

|                 |           |            |
| Vantaggiato 74’ | Marcatori | 84’ Caputo |

| Arbitro: | Gava (Conegliano) |

|            |           |                          |
| Caputo 22’ | Marcatori | 7’ Gervasoni 8’ Renzetti |

| Arbitro: | Mazzoleni (Bergamo) |

|                           |           |  |
| Pozzi 70’ Lodi 93’ (rig.) | Marcatori |  |

| Arbitro: | Calvarese (Teramo) |

|            |           |  |
| Kamata 61’ | Marcatori |  |

| Arbitro: | Stefanini (Firenze) |

|  |           |                               |
|  | Marcatori | 17’ (rig.) Barreto 82’ Caputo |

| Arbitro: | Candussio (Cervignano del Friuli) |

|             |           |  |
| Barreto 28’ | Marcatori |  |

| Arbitro: | Saccani (Mantova) |

|  |           |                                     |
|  | Marcatori | 30’ (aut.) Pianu 89’ (aut.) Mezzano |

#### Girone di ritorno
| Arbitro: | Rocchi (Firenze) |

|              |           |                  |
| Granoche 65’ | Marcatori | 46’, 70’ Barreto |

| Arbitro: | Pinzani (Empoli) |

|                          |           |             |
| Lanzafame 52’ Caputo 81’ | Marcatori | 50’ Cavalli |

| Brescia 7 febbraio 2009, ore 16:00 CET 24ª giornata | Brescia              | 0 – 0 referto | Bari | Stadio Mario Rigamonti (4.919 spett.)\| Arbitro: \| Farina (Novi Ligure) \| |
| Arbitro:                                            | Farina (Novi Ligure) |               |      |                                                                             |

| Arbitro: | Brighi (Cesena) |

|            |           |                |
| Caputo 37’ | Marcatori | 25’ Bjelanović |

| Arbitro: | Rocchi (Firenze) |

|             |           |             |
| Rossini 42’ | Marcatori | 27’ Guberti |

| Arbitro: | Pierpaoli (Firenze) |

|                               |           |                      |
| Guberti 60’ Parisi 92’ (rig.) | Marcatori | 28’ Pesce 48’ Giorgi |

| Arbitro: | Morganti (Ascoli Piceno) |

|  |           |                        |
|  | Marcatori | 29’ Guberti 47’ Parisi |

| Arbitro: | Gervasoni (Mantova) |

|                     |           |                                      |
| Salvetti 75’ (rig.) | Marcatori | 33’ Barreto 41’ Kutuzov 79’ De Vezze |

| Arbitro: | Brighi (Cesena) |

|                                  |           |  |
| Barreto 2’ (rig.), 9’ Caputo 85’ | Marcatori |  |

| Arbitro: | Rizzoli (Bologna) |

|                      |           |             |
| Sansovini 81’ (rig.) | Marcatori | 31’ Kutuzov |

| Arbitro: | Valeri (Roma) |

|                                |           |  |
| Barreto 52’ (rig.) Kutuzov 70’ | Marcatori |  |

| Arbitro: | Saccani (Mantova) |

|  |           |             |
|  | Marcatori | 10’ Guberti |

| Arbitro: | Rocchi (Firenze) |

|  |           |                              |
|  | Marcatori | 15’ Vantaggiato 27’ Paloschi |

| Arbitro: | Pinzani (Empoli) |

|  |           |                              |
|  | Marcatori | 10’, 16’, 46’ (rig.) Barreto |

| Arbitro: | Peruzzo (Vicenza) |

|                                   |           |  |
| Kutuzov 32’ Guberti 61’ Donda 83’ | Marcatori |  |

| Arbitro: | Valeri (Roma) |

|             |           |                                                |
| Cellini 36’ | Marcatori | 10’, 37’ Barreto 73’ (rig.) Parisi 79’ Guberti |

| Bari 4 maggio 2009, ore 20:45 CEST 38ª giornata | Bari            | 0 – 0 referto | Empoli | Stadio San Nicola (46.470 spett.)\| Arbitro: \| Brighi (Cesena) \| |
| Arbitro:                                        | Brighi (Cesena) |               |        |                                                                    |

| Arbitro: | Pinzani (Empoli) |

|                                |           |                        |
| Graffiedi 16’ (rig.) Aspas 74’ | Marcatori | 4’ Colombo 79’ Galasso |

| Arbitro: | Velotto (Acireale) |

|                                                          |           |           |
| Guberti 12’ Lanzafame 27’ Kutuzov 44’ Barreto 66’ (rig.) | Marcatori | 41’ Bruno |

| Arbitro: | Mazzoleni (Bergamo) |

|                                    |           |                          |
| Ganci 25’ Scarpa 64’ Di Napoli 75’ | Marcatori | 4’ Barreto 82’ Ranocchia |

| Arbitro: | Tommasi (Bassano del Grappa) |

|                                        |           |             |
| Guberti 3’, 26’ Caputo 49’ Barreto 63’ | Marcatori | 14’ Musetti |

#### Coppa Italia
| Arbitro: | C. Russo (Nola) |

|                         |           |  |
| Barreto 71’, 75’ (rig.) | Marcatori |  |

| Arbitro: | Brighi (Cesena) |

|           |           |  |
| Pesce 66’ | Marcatori |  |

## Statistiche

### Statistiche di squadra
| Competizione | Punti | In casa | In casa | In casa | In casa | In casa | In casa | In trasferta | In trasferta | In trasferta | In trasferta | In trasferta | In trasferta | Totale | Totale | Totale | Totale | Totale | Totale | DR  |
| Competizione | Punti | G       | V       | N       | P       | Gf      | Gs      | G            | V            | N            | P            | Gf           | Gs           | G      | V      | N      | P      | Gf     | Gs     | DR  |
| ------------ | ----- | ------- | ------- | ------- | ------- | ------- | ------- | ------------ | ------------ | ------------ | ------------ | ------------ | ------------ | ------ | ------ | ------ | ------ | ------ | ------ | --- |
| Serie B      | 80    | 21      | 12      | 6       | 3       | 33      | 17      | 21           | 10           | 8            | 3            | 32           | 18           | 42     | 22     | 14     | 6      | 65     | 35     | +30 |
| Coppa Italia | -     | 1       | 1       | 0       | 0       | 2       | 0       | 1            | 0            | 0            | 1            | 0            | 1            | 2      | 1      | 0      | 1      | 2      | 1      | +1  |
| Totale       | -     | 22      | 13      | 6       | 3       | 35      | 17      | 22           | 10           | 8            | 4            | 32           | 19           | 44     | 23     | 14     | 7      | 67     | 36     | +31 |

### Statistiche dei giocatori
| Giocatore      | Serie B  | Serie B | Serie B     | Serie B    | Coppa Italia | Coppa Italia | Coppa Italia | Coppa Italia | Totale   | Totale | Totale      | Totale     |
| Giocatore      | Presenze | Reti    | Ammonizioni | Espulsioni | Presenze     | Reti         | Ammonizioni  | Espulsioni   | Presenze | Reti   | Ammonizioni | Espulsioni |
| -------------- | -------- | ------- | ----------- | ---------- | ------------ | ------------ | ------------ | ------------ | -------- | ------ | ----------- | ---------- |
| V. Barreto     | 32       | 23      | 3           | 0          | 2            | 2            | 0            | 0            | 34       | 25     | 3           | 0          |
| N. Bellomo     | 1        | 0       | 0           | 0          | 0            | 0            | 0            | 0            | 1        | 0      | 0           | 0          |
| R. Bianco      | 22       | 0       | 5           | 0          | 2            | 0            | 1            | 0            | 24       | 0      | 6           | 0          |
| M. Boerchio    | 0        | 0       | 0           | 0          | 0            | 0            | 0            | 0            | 0        | 0      | 0           | 0          |
| S. Bonomi      | 15       | 0       | 2           | 0          | 0            | 0            | 0            | 0            | 15       | 0      | 2           | 0          |
| F. Caputo      | 28       | 10      | 4           | 0          | 1            | 0            | 0            | 0            | 29       | 10     | 4           | 0          |
| S. Cavalli     | 9        | 1       | 0           | 0          | 0            | 0            | 0            | 0            | 9        | 1      | 0           | 0          |
| C. Colombo     | 16       | 3       | 3           | 1          | 0            | 0            | 0            | 0            | 16       | 3      | 3           | 1          |
| C. De Pascalis | 10       | 0       | 2           | 0          | 0            | 0            | 0            | 0            | 10       | 0      | 2           | 0          |
| D. De Vezze    | 32       | 1       | 10          | 0          | 2            | 0            | 1            | 0            | 34       | 1      | 11          | 0          |
| M. Donda       | 26       | 1       | 4           | 1          | 1            | 0            | 0            | 0            | 27       | 1      | 4           | 1          |
| A. Doumbia     | 1        | 0       | 0           | 0          | 0            | 0            | 0            | 0            | 1        | 0      | 0           | 0          |
| M. Edusei      | 3        | 0       | 0           | 0          | 0            | 0            | 0            | 0            | 3        | 0      | 0           | 0          |
| M. Esposito    | 31       | 0       | 4           | 1          | 2            | 0            | 0            | 0            | 33       | 0      | 4           | 1          |
| C. Galano      | 1        | 0       | 0           | 0          | 2            | 0            | 0            | 0            | 3        | 0      | 0           | 0          |
| G. Galasso     | 22       | 1       | 1           | 0          | 2            | 0            | 0            | 0            | 24       | 1      | 1           | 0          |
| A. Gazzi       | 39       | 0       | 6           | 0          | 0            | 0            | 0            | 0            | 39       | 0      | 6           | 0          |
| J.F. Gillet    | 40       | -30     | 1           | 0          | 2            | -1           | 0            | 0            | 42       | -31    | 1           | 0          |
| S. Guberti     | 18       | 9       | 1           | 0          | 0            | 0            | 0            | 0            | 18       | 9      | 1           | 0          |
| A. Infimo      | 1        | 0       | 0           | 0          | 0            | 0            | 0            | 0            | 1        | 0      | 0           | 0          |
| P. Kamata      | 34       | 1       | 2           | 1          | 2            | 0            | 0            | 0            | 36       | 1      | 2           | 1          |
| V. Kutuzov     | 18       | 5       | 2           | 0          | 0            | 0            | 0            | 0            | 18       | 5      | 2           | 0          |
| D. Lanzafame   | 18       | 2       | 2           | 0          | 0            | 0            | 0            | 0            | 18       | 2      | 2           | 0          |
| R. Maniero     | 0        | 0       | 0           | 0          | 0            | 0            | 0            | 0            | 0        | 0      | 0           | 0          |
| A. Masiello    | 39       | 0       | 4           | 1          | 2            | 0            | 0            | 0            | 41       | 0      | 4           | 1          |
| S. Masiello    | 16       | 0       | 2           | 1          | 2            | 0            | 0            | 0            | 18       | 0      | 2           | 1          |
| A. Parisi      | 27       | 3       | 8           | 0          | 2            | 0            | 2            | 0            | 29       | 3      | 10          | 0          |
| A. Ranocchia   | 17       | 1       | 1           | 0          | 0            | 0            | 0            | 0            | 17       | 1      | 1           | 0          |
| E.B. Rivas     | 22       | 1       | 0           | 0          | 2            | 0            | 0            | 0            | 24       | 1      | 0           | 0          |
| N. Santoni     | 2        | -5      | 0           | 0          | 0            | 0            | 0            | 0            | 2        | -5     | 0           | 0          |
| L. Siligardi   | 5        | 0       | 0           | 0          | 0            | 0            | 0            | 0            | 5        | 0      | 0           | 0          |
| F. Sodinha     | 4        | 0       | 0           | 0          | 0            | 0            | 0            | 0            | 4        | 0      | 0           | 0          |
| C. Stellini    | 29       | 0       | 3           | 0          | 0            | 0            | 0            | 0            | 29       | 0      | 3           | 0          |
| R. Volpato     | 8        | 1       | 0           | 0          | 2            | 0            | 0            | 0            | 10       | 1      | 0           | 0          |